# کارکس جاپنیکا
کارکس جاپنیکا (نام علمی: Carex japonica) نام یک گونه از سرده جگن است.